# Leccinum variicolor

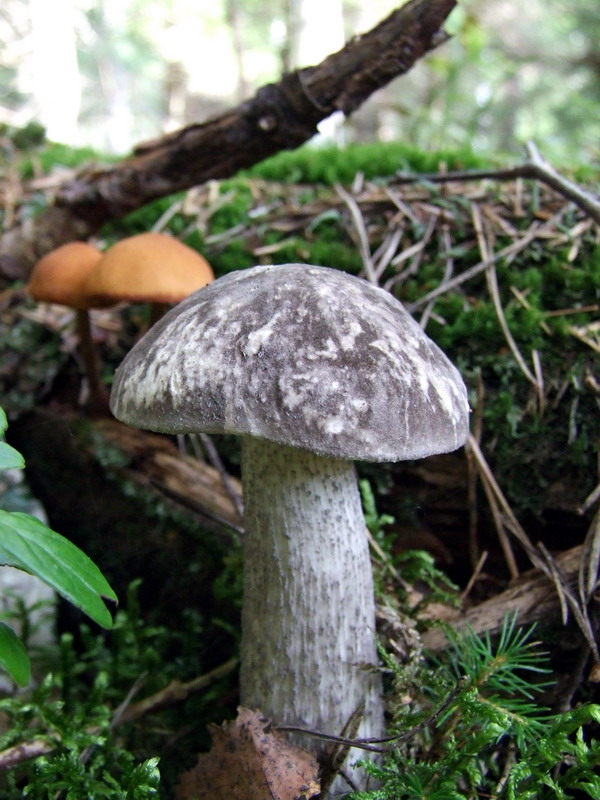
Leccinum variicolor.

Il Leccinum variicolor è un fungo edule appartenente alla famiglia delle Boletaceae caratterizzato dall'aspetto variegato, a chiazze, del cappello, che mostra numerose sfumature al nocciola o al biancastro su un fondo bruno carico.

## Descrizione della specie

### Cappello
3,5-9,5 cm di diametro, prima convesso, poi espanso o a volte largamente conico una volta maturo
Margineintero, non marcatamente eccedente i tubuli, al massimo 1 millimetro
Cuticolacolore marrone scuro, con una trama radiale di macchie più chiare, a volte quasi biancastra con punteggiature marrone scuro, molto tomentosa dappertutto, spesso alquanto viscida con l'età.

### Tubuli
Adnati, ventricosi, 7–18 mm di lunghezza, di colore grigiastro o bianco panna, tendono a colorarsi di brunastro al tocco.

### Pori
Circa 0,5 mm di diametro, bianco panna, spesso con punteggiature bruno-giallastre, che alla pressione virano al brunastro.

### Gambo
7-15 x 35 cm, cilindrico o clavato, biancastro, spesso con sfumature blu-verdastre nella metà inferiore del gambo, interamente coperto di scaglie colore marrone.

### Carne
Bianca, alla pressione vira al rosato nel cappello e nella metà superiore del gambo, all'azzurro-verdastro, invece, nella metà inferiore del gambo.

### Microscopia
Spore13,5-17,5 x 5-6,5 µm, fusiformi.
Basidi23-34 x 8,5-11 µm, bisporici o tetrasporici.
Imenocistidi26-44,5 x 8-10,5 µm, lageniformi o clavati con apice mucronato o ottuso.
Caulocistidi34,5-86,5 x 7,5-22, clavati, cilindrico-irregolari o lageniformi con il collo flessuoso e a volte biforcato, spesso separato dal corpo del cistidio tramite un setto.
Giunti a fibbiaassenti.

## Habitat
Cresce associato a Betulla in ambienti muscosi e silicei, su terreno torboso e sabbioso.

## Commestibilità
Buona.

## Etimologia
Dal latino varius = vario e color = colore, dal colore vario

## Sinonimi e binomi obsoleti
- Boletus variicolor (Watling) Hlavácek, Mykologický Sborník 66(2): 51 (1989)
- Krombholzia scabra var. coloratipes sensu auct.
- Krombholziella variicolor (Watling) Šutara, Ceská Mykol. 36(2): 83 (1982)
- Leccinum variicolor Watling, Notes R. bot. Gdn Edinb. 24: 268 (1969)